# Nadăș (okręg Arad)
Nadăș – wieś w Rumunii, w okręgu Arad, w gminie Tauț. W 2011 roku liczyła 789 mieszkańców. 